# 阿科纳号护卫舰 (1885年)
阿科纳号是德意志帝国海军于19世纪80年代建造的卡罗拉级护卫舰的六号舰，得名于吕根岛上的阿科纳角，这也是前普鲁士海军的一艘盖甲板护卫舰所使用的称谓。为了在德国殖民帝国服役，该舰的设计结合了蒸汽和风帆动力以扩大航程，并装备有十门150毫米口径炮。阿科纳号于1881年在但泽的帝国船厂开始铺设龙骨，1885年5月下水，至1886年12月竣工。
阿科纳号完工后一直被闲置到1892年，然后才获启动完成了长达七年的海外部署。它于1892年在委内瑞拉保护德国的利益，并于次年在德属东非加入了常备巡洋分舰队。1893年末，当巴西爆发的舰队起义威胁到当地的德国公民时，该舰又被派往那里。1894年中日甲午战争爆发后，阿科纳号及其两艘姊妹舰被调往东亚，组成东亚分舰队的核心，并由阿科纳号担任旗舰。当海军少将棣德利于1897年率领分舰队夺取中国的胶州湾租借地时，该舰正在维修中，因此无法参与行动，但它后来协助保卫了租界。1898年美西战争结束后，阿科纳号转而前往太平洋中部展开勘测巡逻，并在菲律宾保护德国公民。1899年初，它被召回德国，至同年6月退役，然后于1902年1月更名为墨丘利号（Mercur）。该舰最终于1906年拆解报废。

## 设计
为了扩充当时已严重老化的德国海外巡洋舰队，德意志帝国海军于1870年代末订购了六艘卡罗拉级护卫舰。它们的主要任务是驻地执勤，以维护德国在未设基地的外国水域以及德国殖民帝国的利益。因此，这些舰只将作为舰队侦察兵，并在德国感兴趣的海外地区执行长期巡逻任务。其中最后建造的两艘舰，亚历山德里娜号和阿科纳号在设计上进行了修改，较它们的其它姊妹舰更大，也更重。
阿科纳号的水线长和全长分别为71.3米和81.2米，有12.6米的舷宽以及5米深的前吃水。其标准排水量为2,361吨，满载时则可达2,662吨。标准船员编制为25名军官及257名水兵。该舰由两台卧式两缸双胀蒸汽机提供动力，用以驱动一副直径为5.02米的双叶螺旋桨；蒸汽则由八台燃煤火管锅炉供应，这使得它在2,461匹公制馬力（1,810千瓦特）额定功率下的最高航速可达14.1節（26.1每小時），并且能够以8.5節（15.7每小時）的速度连续航行4,180海里（7,740）。在竣工时，阿科纳号曾配备有完整的三桅帆索具，以便在煤炭可能稀缺的海外长期部署时作为蒸汽机的辅助动力。
阿科纳号装备有十门150毫米30倍径速射炮作为主舰炮，并搭载了四门105毫米35倍径速射炮和六门37毫米哈乞开斯转膛炮作为辅助。

## 服役历史

### 建造－1894年
阿科纳号是为替换老旧的平甲板护卫舰宁芙号而以“宁芙代舰”（Ersatz Nymphe）作为合同代号发包予但泽的帝国船厂承建。其龙骨自1881年开始铺设，至1885年5月7日通过横向滑道下水。不同于传统的舰艉先入水方式，这是横向滑道技术在德国的首次应用。在十一天后举行的下水仪式上，由曾任第一代阿科纳号舰长的荣休海军中将爱德华·冯·雅赫曼主持为新舰命名并发表演说。舾装工作完成后，阿科纳号于1886年12月1日投运以展开海试，期间曾先后驶往基尔和威廉港。海试于1887年1月25日结束，该舰随之停运并作预备役闲置。根据时任帝国海军部长列奥·冯·卡普里维将军的构想，德国殖民地将由炮舰实施保护，而较大的军舰通常将被置入预备役，或编入一支机动分舰队，以便快速应对危机。由于阿科纳号是根据1875年的计划建造的，到下水时已有新式的轻型防护巡洋舰面世，因此军方对其已不再感兴趣。
阿科纳号被搁置了五年之久，直至1892年4月20日才重新启用，被编入常备巡洋分舰队，任务是确保德国在东亚的利益。但在离开德国之前，该舰又被临时派往委内瑞拉担任驻地舰，因那里的动乱正对德国在当地的企业构成威胁。它于5月4日从威廉港启程，至6月9日抵达委内瑞拉的拉瓜伊拉。然后阿科纳号前往马库托，当地发生了针对德国人的袭击事件，该舰的到场迫使让委内瑞拉政府正式致歉。到10月中旬，动乱已经平息，阿科纳号得以离开该地区，被编入当时驻扎在东非水域的常备分舰队。赴任途中，该舰曾到访了加勒比海的几座岛屿，包括特立尼达、格林纳达、巴巴多斯和圣文森特。然后，它横渡大西洋，在直布罗陀停留，继而继续驶向意大利的那不勒斯；舰长在那里因病离舰。
在继任舰长的指挥下，阿科纳号继续经塞得港穿过苏伊士运河前往亚丁，然后从那里驶向桑给巴尔，于1893年2月6日抵达并加入常备分舰队。当时，分舰队的阵中成员还包括其姊妹舰亚历山德里娜号和巡洋巡防舰莱比锡号，均受海军少将弗里德里希·冯·帕维尔兹指挥。阿科纳号在分舰队内的服役时间很短，因为因为该部队不久后便于4月6日在开普敦解散。它随后搭载着两门野战炮前往德属西南非洲，以加强当地的驻防军部队。4月10日，该舰抵达位于德属西南非洲海岸的英国飞地沃尔维斯湾并卸下两门炮。但英国当局起初拒绝允许将它们转移到驻防军，直到9月才在德国人的抗议下迫使当地政府将火炮运往内陆。
阿科纳号于1893年5月中旬离开非洲海域并再次横渡大西洋，至6月1日抵达巴西的里约热内卢，然后从6月25日到7月8日在乌拉圭的蒙得维的亚停留。7月27日，它在在南圣弗朗西斯科与姊妹舰亚历山德里娜号会合。9月18日，由于巴西叛变的海军将士发动舰队起义，企图推翻巴西总统弗洛里亚诺·佩绍托的政权，迫使两艘德舰返回该国。这些舰只一直留在里约热内卢至1894年1月，以保护德国公民和财产免受叛乱分子的侵害，并提供人道主义援助。在此期间，叛军于11月3日扣押了当时运送着一批步枪的汉堡南美轮船桑托斯号（SS Santos），阿科纳号舰长遂亲自搭乘舰载大舢板前往营救。之后，由于黄热病的爆发，为了让船员们休息，该舰于1894年1月31日前往布宜诺斯艾利斯。它们在当地与同期抵达的姊妹舰玛丽号会合。这三艘船于2月22日返回里约热内卢，然后继续前往卡波弗里奧。

### 东亚支舰队役期
1894年初，随着中日之间在朝鲜问题上的紧张局势加剧，德国海军部便将阿科纳号、亚历山德里娜号和玛丽号以“东亚巡洋支舰队”的名义，作为常备分舰队的继承部队重新部署至东亚。3月7日，它们绕过合恩角进入太平洋，之后在因风暴损坏而进行维修后，三艘护卫舰直到7月13日在秘鲁的卡亚俄附近才再次集结。它们在那里一直停留至8月15日，于安德烈斯·阿韦利诺·卡塞雷斯担任秘鲁总统而持续发生动乱期间保护德国的利益，此时中日甲午战争已经爆发。东亚支舰队在秘鲁局势稳定后才横渡太平洋，至9月26日抵达横滨。阿科纳号随后独自航行前往中国上海，然后驻泊在烟台，直到11月25日返回上海接载新任支舰队司令、海军少将保罗·霍夫曼，他选择阿科纳号担任旗舰。从那里，该舰向北驶入中国和日本军队正在作战的黄海观察。12月中旬，它返回上海进行定期维修，并于1895年2月14日被新的二等巡洋舰伊雷妮号接替为支舰队新旗舰。
在战争于1895年4月结束前的余下时间里，阿科纳号主要跟随支舰队余部或单独在中国海岸巡逻。中国的战败在当地引发了针对外国人的骚乱，为此该舰和支舰队余部不得不留在中国海域以策欧洲人的安全。12月，阿科纳号临时前往马尼拉，因当地菲律宾人反对西班牙殖民政府的骚乱也威胁到了该国的其他欧洲人。随后它返回中国，并于1896年7月27日至28日协助打捞数日前在荣城镆铘岛附近因台风而搁浅的炮舰鸡貂号。到11月初，菲律宾的内乱持续加剧，迫使阿科纳号重返岛国。它派出了一支登陆小分队，连同英国和法国军舰的特遣队一起上岸，以保护欧洲列强驻马尼拉的公使馆。11月28日，伊雷妮号抵达现场接替了阿科纳号。

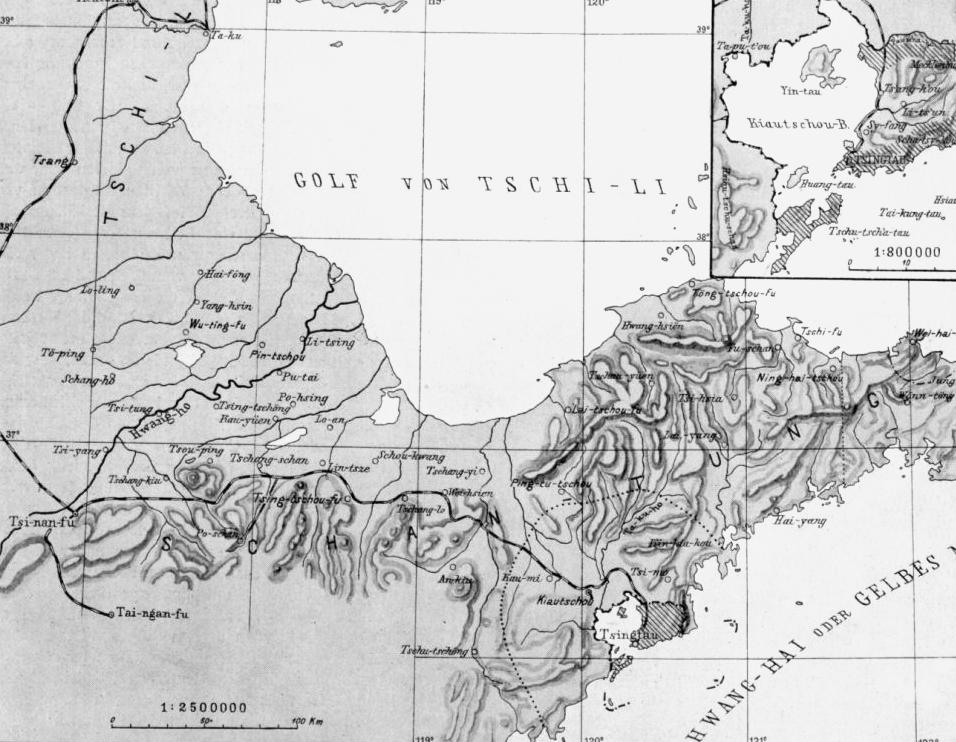
德国人1912年绘制的山东半岛地图所示胶州湾租借地

1897年6月，海军少将棣德利接过东亚支舰队的指挥权，并在重归类为大巡洋舰的铁甲舰皇帝号升起将旗。除了阿科纳号，当时的分舰队成员还包括有伊雷妮号及其姊妹舰威廉王妃号。小巡洋舰鸬鹚号则独立驻扎在太平洋，但如有必要，可随时受命加入棣德利的部队。当皇帝号与其它三艘舰会合后，他们在烟台进行了射术训练。7月，棣德利指派阿科纳号对库页岛进行勘测。10月，阿科纳号赴上海接受检修；当东亚支舰队于11月4日以曹州教案为由占领胶州湾时，它仍身处旱坞内。三天后，该舰抵达当地，并派出登陆部队上岸，以保护该地区免受中国人的攻击。在棣德利夺取领土后，又征召了多三艘军舰增援，使该支舰队升格为一个完整的分舰队。其中，阿科纳号和原属该部队的三艘舰组成第一支队，而三艘新舰、加上此时正式隶属于棣德利指挥的鸬鹚号则组成了第二支队。
在德军占领了胶州湾及青岛港后不久，当地驻军的中国指挥官于11月18日试图发起反攻，但在港口的德国士兵向前推进并俘虏了中国将领。当他们撤退时，棣德利命令阿科纳号和鸬鹚号派登陆部队上岸保卫城镇，以防中国军队的袭击。然而，袭击并未发生。这两艘舰的船员一直留在青岛，直到11月21日才返回各自舰上。阿科纳号此后受命在港口担任警戒舰。1898年7月，棣德利派伊雷妮号接替阿科纳号，后者则被派往太平洋中部对加罗林群岛和马里亚纳群岛进行勘测。在加罗林群岛期间，它曾在波纳佩岛停留，以惩罚杀害了一名德国商船船员的当地人。该舰于10月完成了这项任务，并返回菲律宾接替同年早些时候在美西战争爆发后驻扎在那里以保护德国公民的威廉王妃号。然而，阿科纳号仅在当地停留了一个月，便于11月又被伊雷妮号取代。
1898年11月15日，皇帝号在三沙湾搁浅，阿科纳号和鸬鹚号被派去支援；两舰合力将皇帝号拉离海滩，后者自行驶往香港接受维修。阿科纳号于1899年1月31日接到返回德国的命令。返程途中，它曾在波斯湾进行了短暂的巡航，分别在马斯喀特、巴士拉、布什尔和伦格港停留。同年5月27日，该舰在海外服役七年后终于再次回到威廉港。阿科纳号随即于6月6日撤出现役，被编入驻基尔的预备役。1902年1月11日，它被重新命名为“墨丘利号”（Mercur），以便为新下水的小巡洋舰阿科纳号腾出舰名。墨丘利号于8月13日被拖至但泽，在那里充当可担任各项杂役的港埠用船。1905年6月22日，该舰正式从船舶登记册中除籍，最终于1906年出售报废。

## 影响

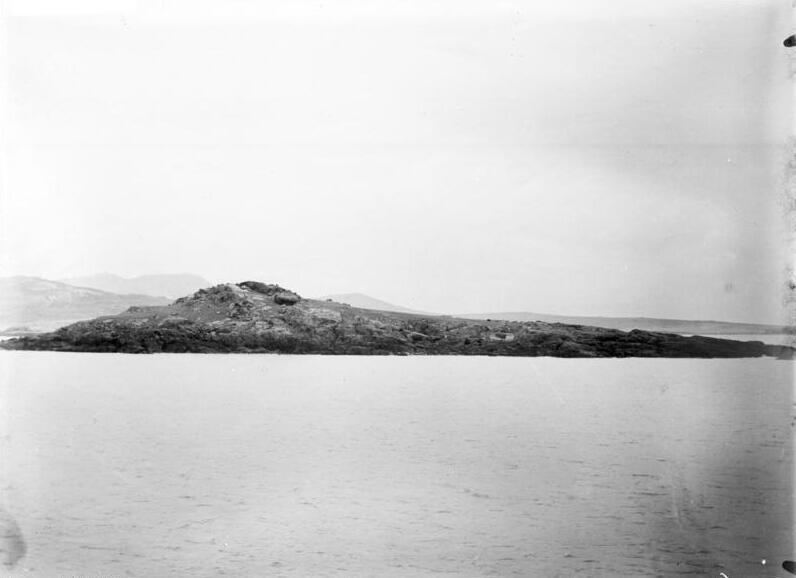
阿科纳岛位于阿科纳号曾经在胶州湾的驻泊点附近（约1900年）

位于中国青岛湾东岸的小青岛在德治时期曾被称为“阿科纳岛”。当德国人占领胶州湾后，得知该岛为青岛，遂于1899年由德皇威廉二世颁令将此称谓转移至对岸的德国租借地使用。与此同时，小青岛则以当时驻扎在当地的阿科纳号护卫舰为名，改称阿科纳岛。岛上最初设有一座胶澳总督府于1900年12月所设立的绿色临时导航灯，1904年改建为永久性航标灯塔，命名为“阿科纳岛灯塔”（Leuchtturm Arkona-Insel）。如今，该灯塔已成为青岛的地标性景观之一暨中国重点文物保护单位。